# 葛西臨海公園

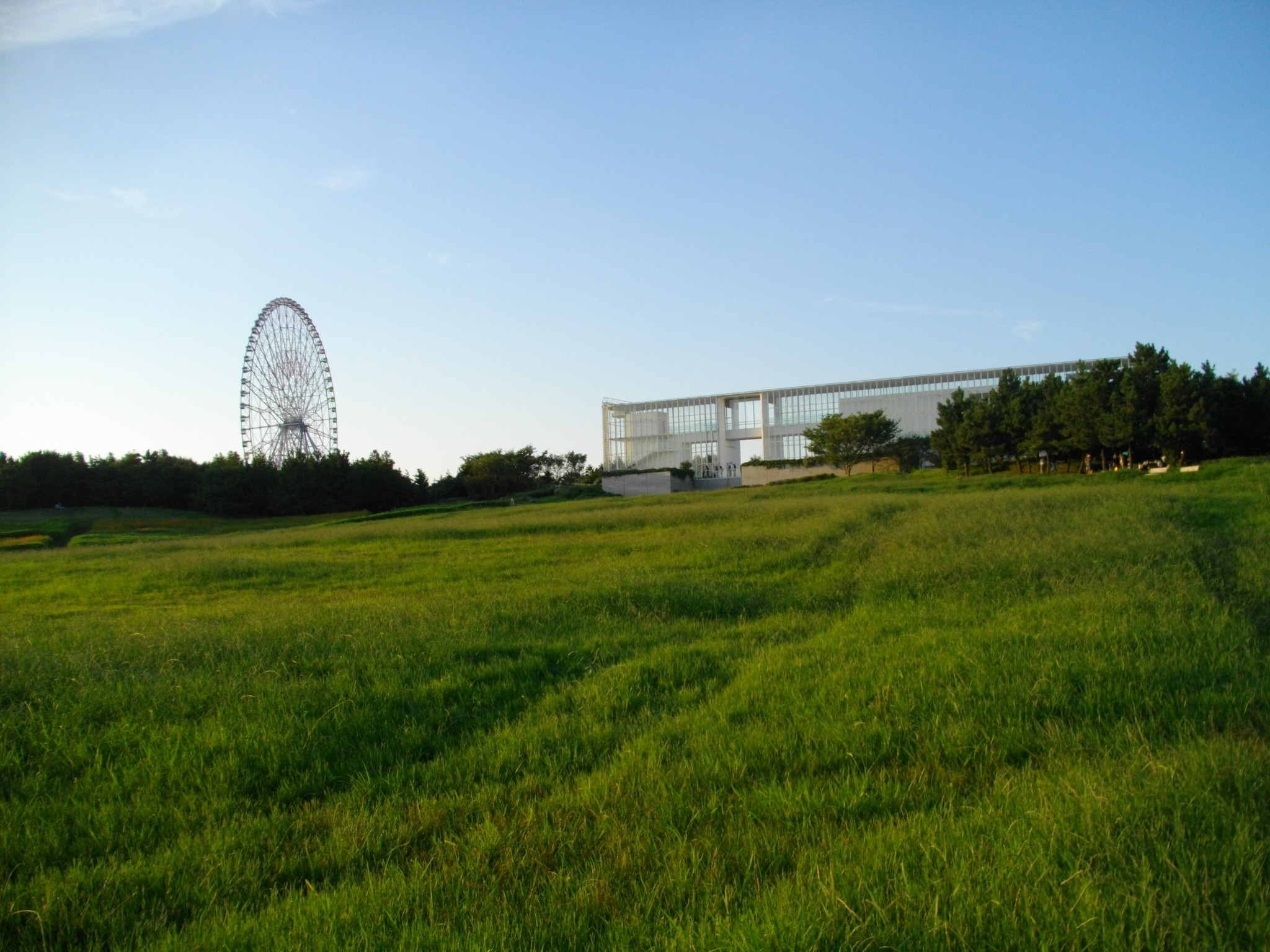
鑽石與花大摩天輪

葛西臨海公園（日语：／ Kasai Rinkai Kōen）是位于日本東京江戶川區的一座公園，1989年6月1日開放。公園内有葛西臨海水族園、鑽石與花大摩天輪等景點，此外還有兩個人工島、一個觀景台、一個海鳥中心、一座旅館，是東京都區部內僅次於水元公園的第二大公園。

## 管理
葛西臨海公園與葛西海濱公園皆為葛西沖開發事業所打造的都立公園。
葛西臨海公園由東京都建設局管理，面積約81萬平方公尺，與野山北、六道山公園（132萬平方公尺）與水元公園（92萬平方公尺）、小金井公園（79萬平方公尺）並列為最大規模的都立公園。園內除了有水族館與大摩天輪，還有鳥園與多種植物，假日遊客眾多。
葛西海濱公園由東京都港灣局管理，由兩個人工泥灘（西渚15公頃、東渚10公頃）與其水域組成，面積約411公頃。葛西臨海公園有葛西渚橋通往葛西海濱公園。東渚因屬環境保全地區，禁止民眾進入。西渚夜間禁止入園，但初夏的拾潮與夏季吸引許多家族來此遊樂。元旦則會提前開園開放民眾觀賞曙光。

## 園區配置
葛西臨海公園位於葛西臨海公園站正南側。出站後便是往南的大道「海之步道」。大道終點為中央廣場，也是通往水族園區的入口，持續往前進則可至日本庭園，以及終點「汐風廣場區」的展望所。從中央廣場往西南方的第二大道前進則可至汐風廣場與葛西海濱公園。
水族園區（公園中央偏東）有葛西臨海水族園，是東日本最具人氣的水族館。
鳥園區（公園東部）有著廣大的森林，之中有兩座水池「上池」（淡水）與「下池」（汽水），池邊有「賞鳥中心」等野鳥觀察設施。鳥園與葛西海濱公園的東渚皆是候鳥的休憩場所，淺灘可見候鳥與猛禽覓食。
草皮廣場區（公園西北部）有旅館江戶川海岸酒店、「蓮池」、日本第二大摩天輪「鑽石與花大摩天輪」。大摩天輪也是江戶川區最大的建築物。摩天輪附近的「草皮廣場」種有水仙與油菜花、波斯菊等花卉。其中園內種植20萬株水仙，並在每年1月至2月舉行「水仙祭」。蓮池在第一停車場旁，中央有橋梁。池旁的小丘則是「烤肉廣場」。
汐風廣場區（公園西南部～中南部）是面海的區域，丘上有玻璃建築展望所「Crystal View」。小丘往蘆池方向延伸，宛如地處零海拔地帶的江戶川區的防波堤。貫穿本區的第二大道將本區分為東西兩側，東側的「展望廣場」位於Crystal View前方。東側水族館前岸邊有東京水邊線碼頭，可搭乘水上巴士前往御台場海濱公園。西側的「汐風廣場」曾舉行a-nation（2003年）、AKB48演唱會（2010年）、WORLD HAPPINESS、情熱大陸SPECIAL LIVE SUMMER TIME BONANZA。西端則有廢止的東京都觀光汽船水上巴士碼頭。汐風廣場區的西側曾計畫興建東京奧運的輕艇激流設施，但為保全環境保護，以及部分地方居民與自然保護團體的反對下取消計畫。
公園東南部、面對對岸東京迪士尼度假區的江戶川河口旁有座天然淺灘「三日月干潟」。
第二大道尾端是通往葛西海濱公園的「葛西渚橋」。
葛西海濱公園可眺望東京迪士尼度假區與東京灣跨海公路、房總半島與富士山，並於1996年（平成8年）入選「日本海岸百選」。公園由於潮流複雜禁止游泳，但仍開放玩沙或拾潮等不下水活動。此外，本地也是特技風箏的聖地。

## 自然
葛西臨海公園雖然是東京都破壞自然環境所形成的公園，但現在聚集了許多東京23區少見的動植物。如東京都重要保護生物黃灰蝶、黃鳳蝶等蝶類、達摩蛙與日本林蛙等5種蛙類。另外還有約170種水鳥與其他野鳥，是候鳥遷移的中繼站。
葛西海濱公園是為了保護天然淺灘三枚洲所打造的公園。兩座人工灘皆有潮流堤（西渚：1690m、東渚：1474m）保護。「東渚」因生態保護禁止進入，也無聯外橋樑。現在與三枚洲形成了複雜的生態系，但由於以防洪為目的的荒川、江戶川無法帶來客土，因此管理單位必須以人工方式補充，並進行生態監控以避免客土對生態系造成破壞。

## 交通方式
- JR東日本京葉線葛西臨海公園站
- 都營地下鐵新宿線一之江站、東京地下鐵東西線葛西站搭乘都營巴士（臨海28甲系統）、京成巴士（環07、08系統「環七Shuttle」）至「葛西臨海公園站」巴士站下車
- 東京水邊線（葛西、台場周遊） 葛西臨海公園碼頭Ｌ1日3班[9]。
- 首都高速灣岸線葛西出入口、國道357號、東京都道318號環狀七號線
  - 園內有停車場（1日420日圓）

## 沿革
- 1970年（昭和45年）- 提出東京都海上公園構想。
- 1984年（昭和59年）- 擬定葛西臨海公園基本計劃。
- 1989年（平成元年）- 葛西臨海公園部分開園。葛西臨海水族園開園。
- 1994年（平成06年）- 鳥園開園。
- 2001年（平成13年）- 鑽石與花大摩天輪完工。
- 2003年（平成15年）- 東京都擬定海上公園新方針。從「規範優先」改為「使用優先」[10]。
- 2006年（平成18年）- 東京都觀光汽船航線廢止。
- 2006年（平成18年）4月1日 - 2011年（平成23年）3月31日，引入指定管理者（日语：指定管理者）制度，由財團法人東京都公園協會管理。
- 2013年（平成25年）- 葛西海濱公園西渚海水浴場開放，是東京都區部睽違51年開放的海水浴場。[11]

## 圖片

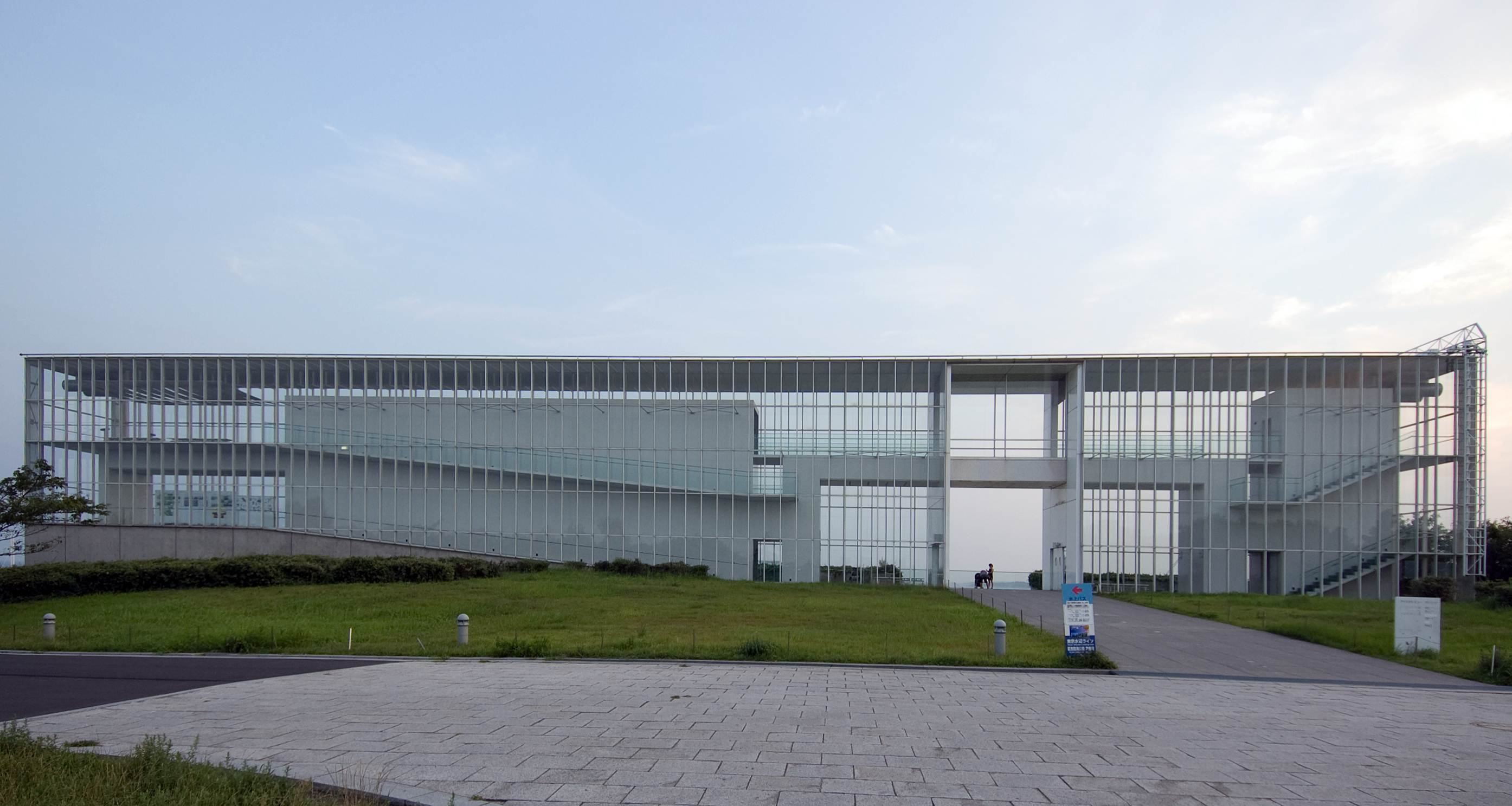
展望所「Crystal View」
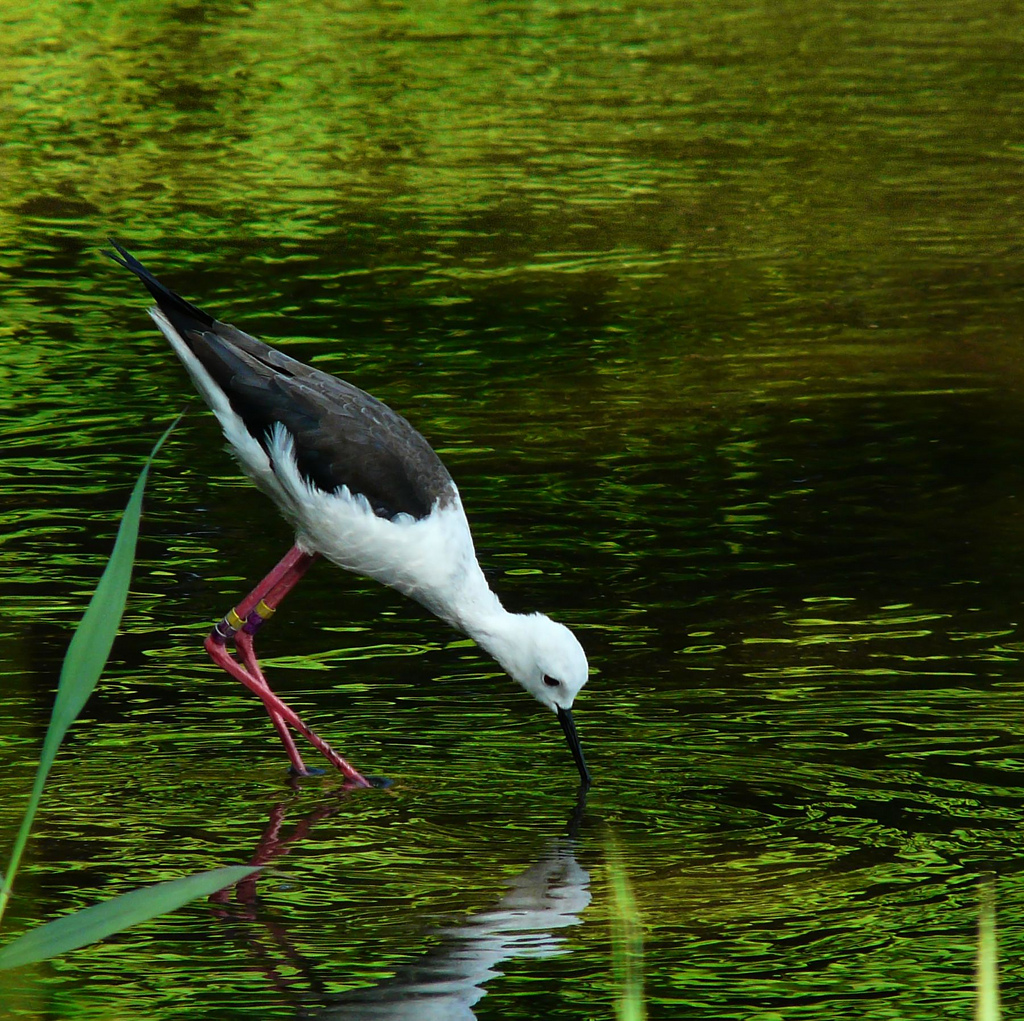
鳥園的高蹺鴴
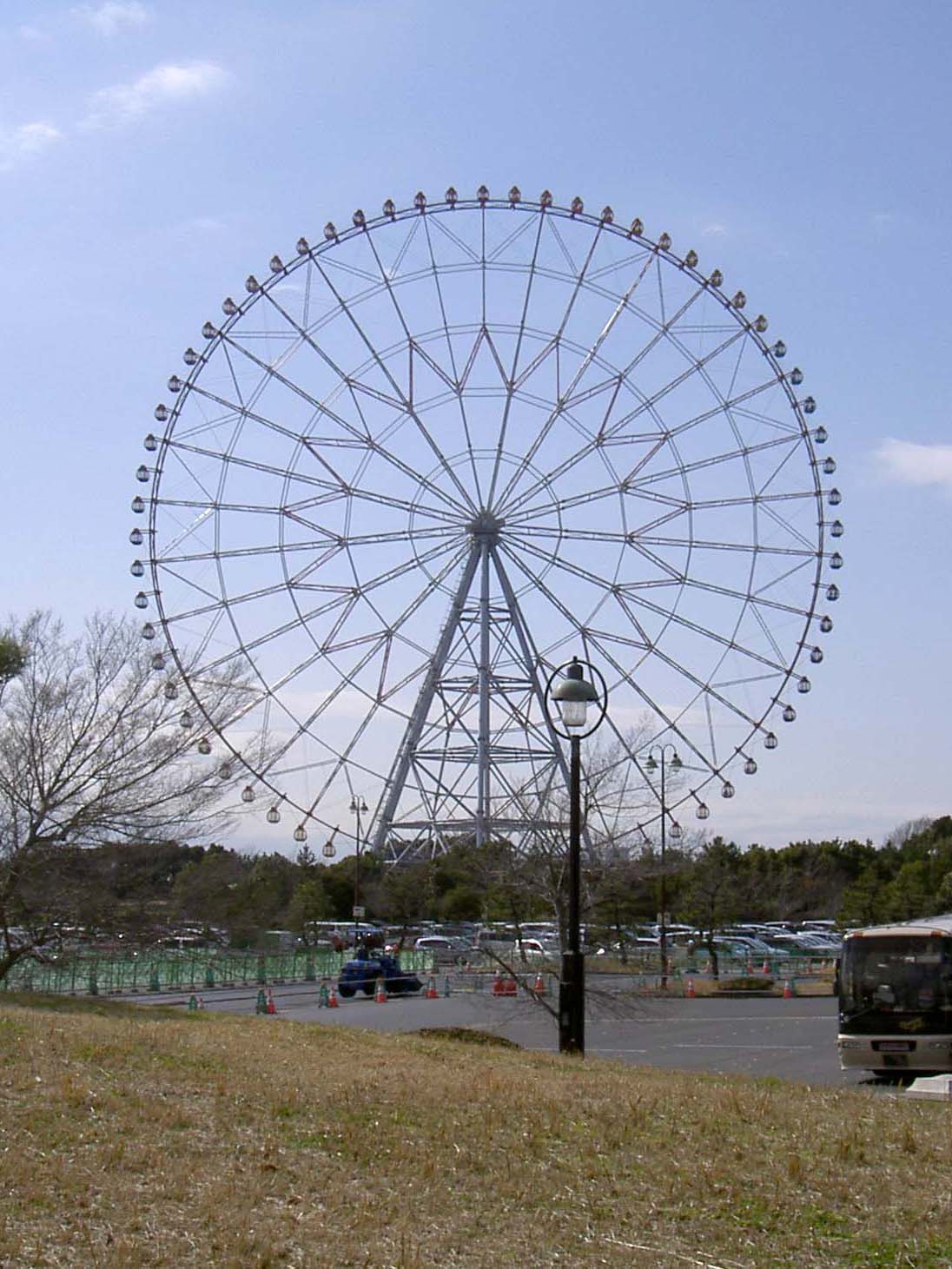
鑽石與花大摩天輪
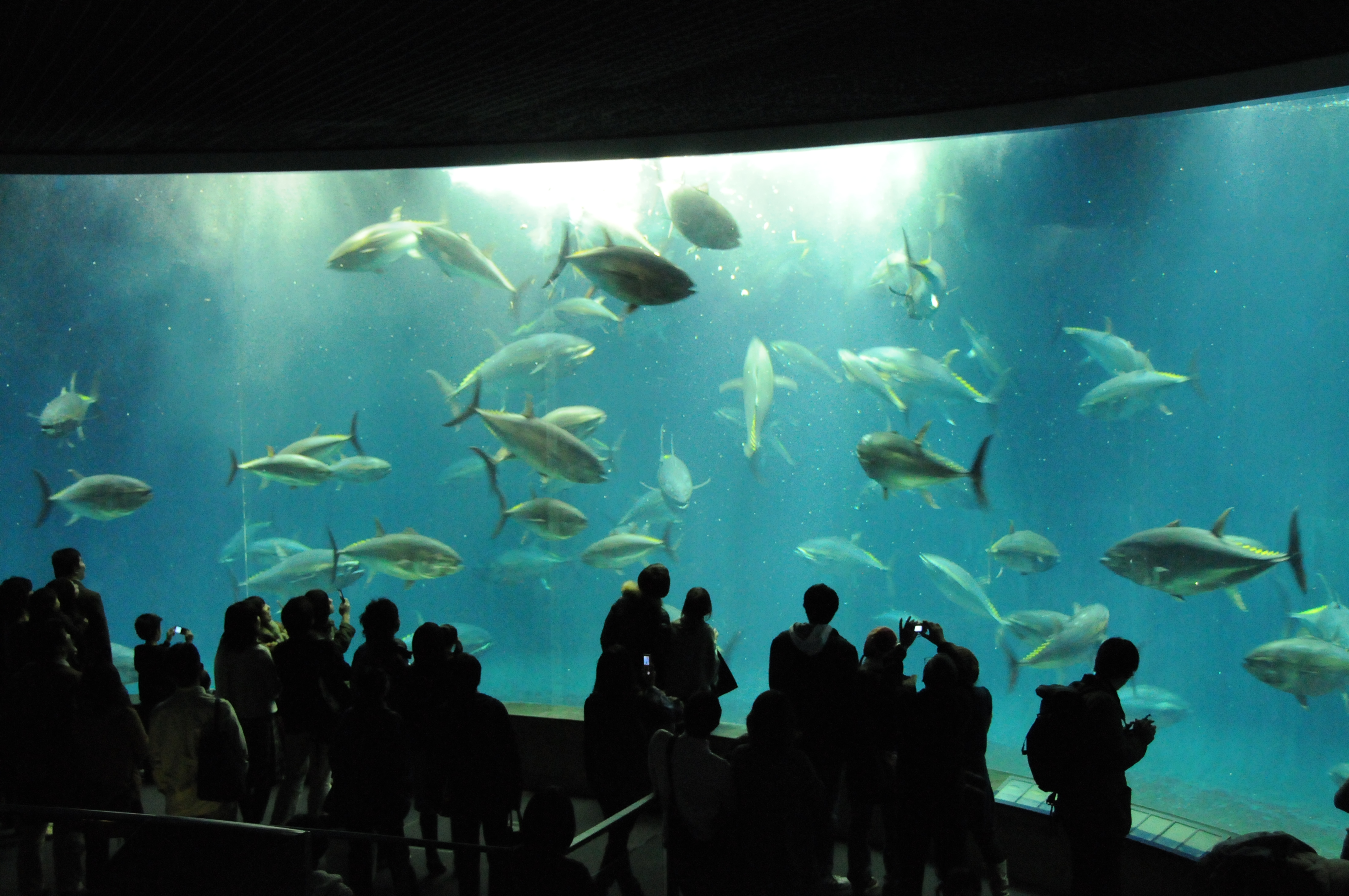
葛西臨海水族園
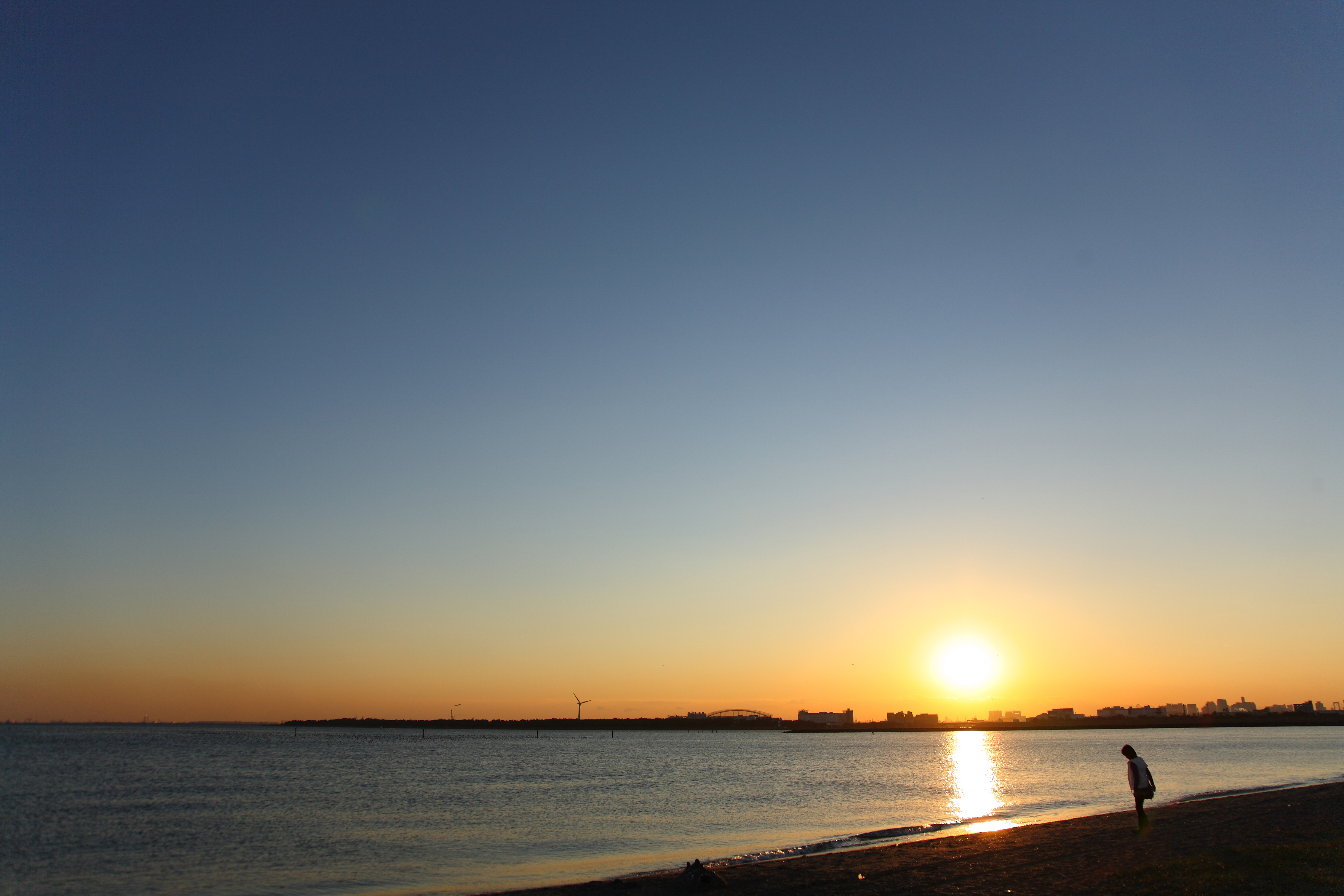
西渚的夕陽
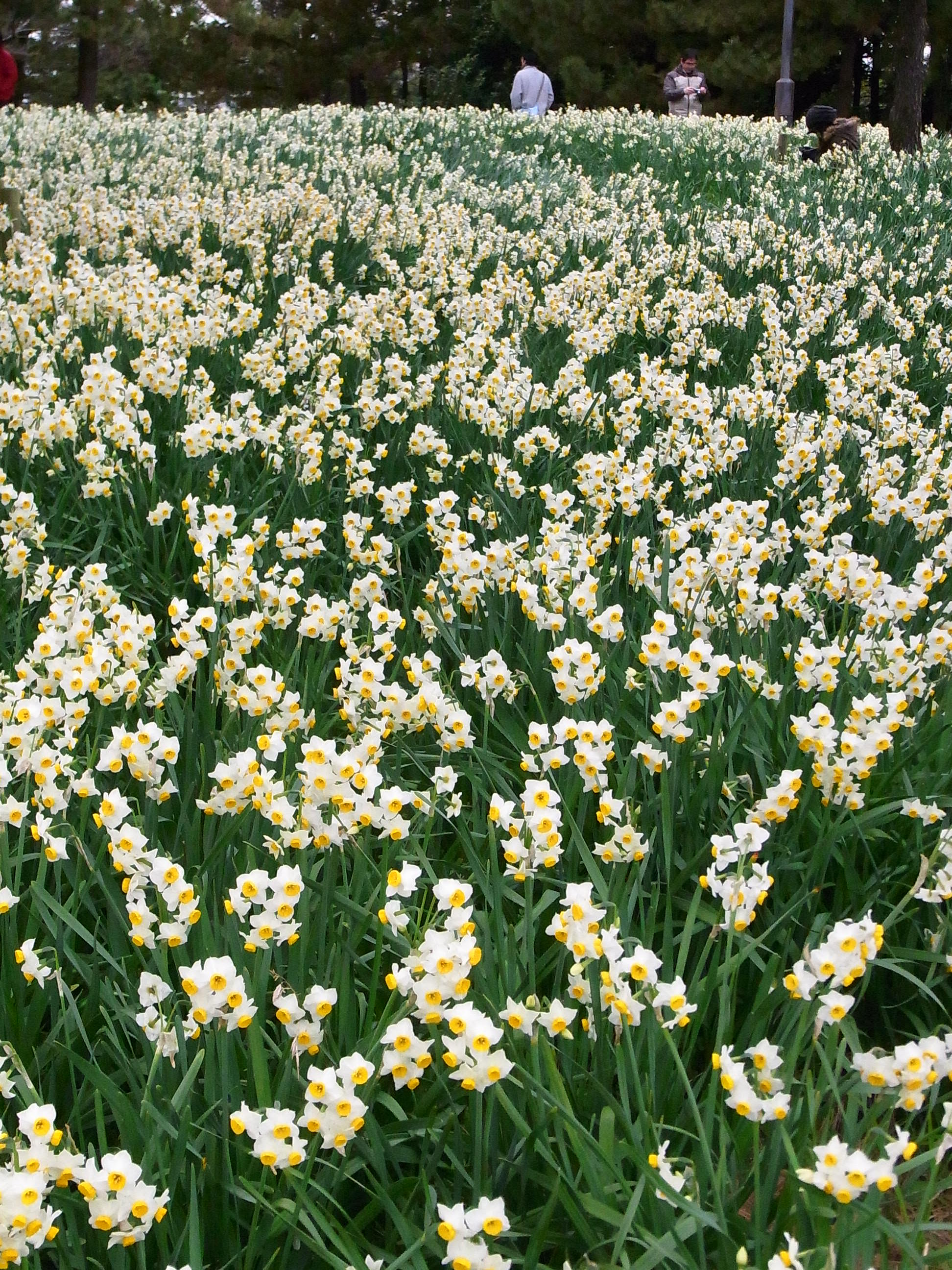
水仙
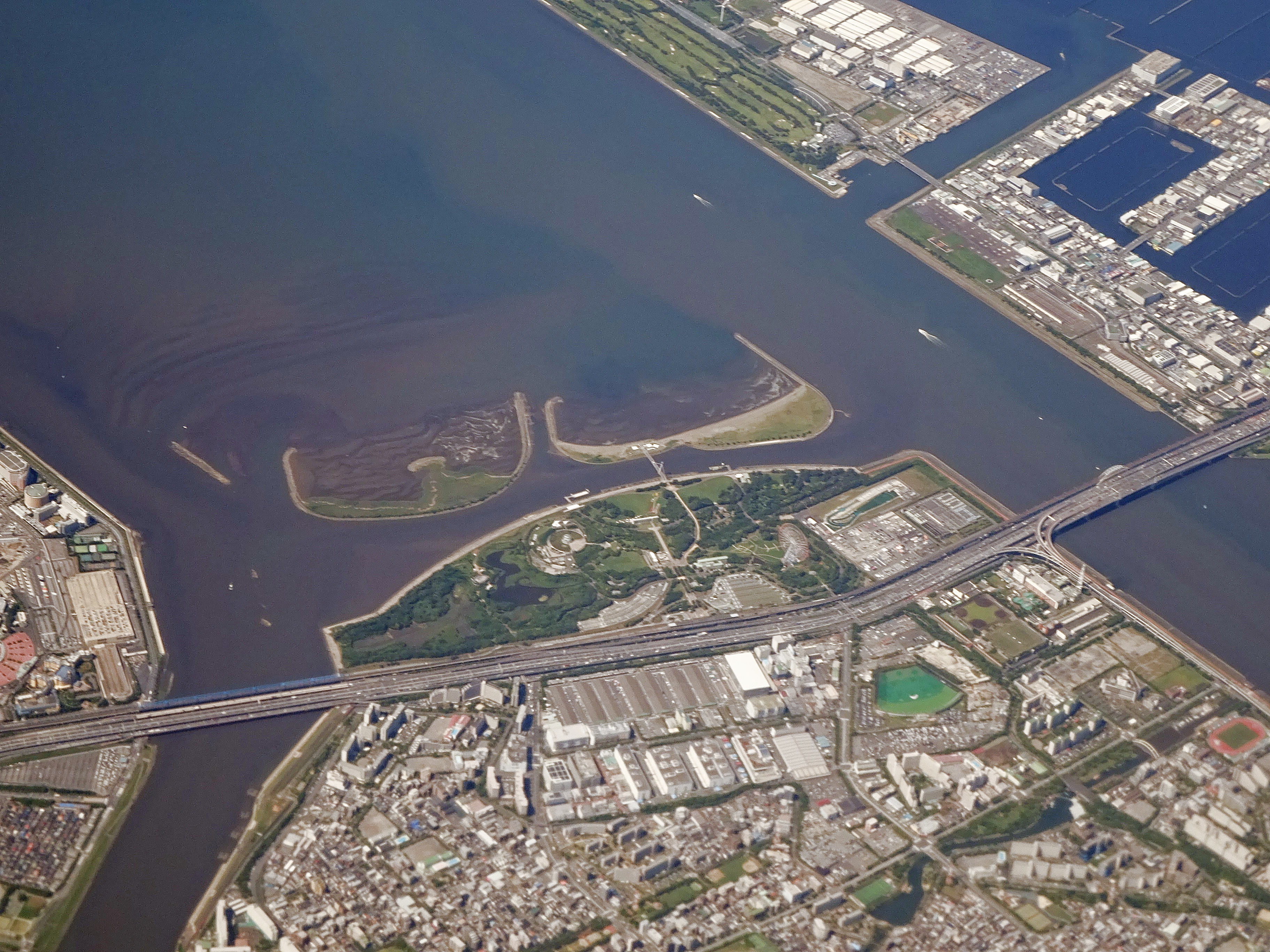
自空中俯瞰全景

## 外部連結
维基共享资源上的相關多媒體資源：葛西臨海公園
- 東京都公園協会 葛西臨海公園 （页面存档备份，存于）
- 東京都公園協会 葛西海浜公園 （页面存档备份，存于）
- ダイヤと花の大観覧車 （页面存档备份，存于）
- ホテルシーサイド江戸川